# AURA ～魔龍院光牙最後的戰鬥～
《AURA ～魔龍院光牙最後的戰鬥～》（AURA 〜魔竜院光牙最後の闘い〜）是田中羅密歐撰寫，mebae負責插畫的輕小說作品，由小學館的Gagaga文庫出版。作者將以前在《PC Angel neo》連載的專欄改寫成小說而成為本作。
一部動畫電影於2013年4月13日首映。

## 故事簡介
剛升上高中一年級的佐藤一郎，某天在晚上潛入學校拿東西時，遇見了身穿藍色斗篷，拿著金屬杖的美少女。自從遇到她之後，佐藤期望的平穩學生生活漸漸的離他而去。

## 登場人物
佐藤 一郎 聲：島崎信長（日本）
本作主角，作品以其第一人稱進行。班上同學為了和良子有所區別，給他取了「Men's」這個綽號。
國中的時候認為自己是來自異世界的劍士而在學校受到欺凌。為了不在高中重蹈覆轍，時常提醒自己要做個普通的男學生。
佐藤 良子 聲：花澤香菜（日本）
一郎的同班同學。自稱是從異世界來尋找龍端子的探求者。為了和一郎區別而被取了「Lady's」這個綽號，不過很少被用這個綽號稱呼。
經常穿著藍色披風，認為制服會降低防禦力而堅持不穿。任命一郎為「龍端子探索的協力者」，帶著他四處跑。感情毫無起伏，總是面無表情。
班級導師
一郎的班級導師，年輕的男性教師。非常疼愛太太而被取了「天公」這個綽號。不只是學生，連其他老師與本人都使用這個綽號稱呼。
雖然是來到高中第二年的新任老師，卻在校內擁有莫大的權力，是個充滿謎團的人物。另外，在作品最後得知他的名字為「琉璃男」。
保健老師
一郎就讀學校的保健老師。留著金髮、戴著眼鏡、胸圍超過九十公分（一郎的推測）的性感美女。
由最後的場面得知名字為「綠」。習慣在別人的稱呼後面加上。
子鳩 志奈子 聲：金元壽子（日本）
一郎的同班同學。雖然外表樸素，但看起來十分可愛。有點天然呆，個性溫柔。喜歡看輕小說。
高橋 裕太 聲：木村良平（日本）
一郎的同班同學。性格開朗的美男子，領導班級的存在。
山本 聲：安元洋貴（日本）
一郎的同班同學。外表有點不良少年的感覺。和高橋關係很好。
大島 弓菜 聲：井上麻里奈（日本）
一郎的同班同學。性格高傲的美少女，女生團體的領導人，被大家稱為「女王」。
忌野 亞紀 聲：明坂聰美（日本）
一郎的同班同學。混血美少女。和大島關係良好。
吉澤
一郎的同班同學。班上唯一的不良少年，孤高的存在。
木下聲：谷山紀章（日本）
一郎的同班同學。自稱「寄宿英知的賢者」，穿著白色學生服。
鈴木 修聲：山口勝平（日本）
一郎的同班同學。自稱「邪聖劍士Zwei Bander」。
安藤 辰夫 聲：松田健一郎（日本）
一郎的同班同學。自稱「鬥裝騎震Ignite」
織田 聲：小林優（日本）
一郎的同班同學。自稱女武士，常帶著裝飾用木刀，戴著眼罩。
樋野 聲：齋藤千和（日本）
一郎的同班同學。自稱女吸血鬼。
清水 聲：森久保祥太郎（日本）
一郎的國中時代的同班同學。在國中班級中私底下唯一認真的和一郎往來的人物。
久米
製作飾品的專家。一郎買了他做的手錶，對其十分中意。
大姊 聲：雪野五月（日本）
一郎的姊姊，在美容院工作。高中時因為暴力事故而被學校退學。

## 多媒體

### 輕小說
2008年7月18日由小學館的Gagaga文庫發售一本名為的輕小說（ISBN 978-4-09-451080-5）。

### 動畫電影
改編的動畫電影於2013年4月13日上映，並於2013年9月18日發售DVD和藍光光碟。